# Comuna Velîka Krucea, Pîreatîn
Velîka Krucea (în ucraineană Велика Круча) este o comună în raionul Pîreatîn, regiunea Poltava, Ucraina, formată din satele Mala Krucea, Povstîn și Velîka Krucea (reședința).

## Demografie
Componența lingvistică a comunei Velîka Krucea
     Ucraineană (89,2%)
     Rusă (10,04%)
     Alte limbi (0,28%)
Conform recensământului din 2001, majoritatea populației comunei Velîka Krucea era vorbitoare de ucraineană (89,2%), existând în minoritate și vorbitori de rusă (10,04%).